# Alluvione europea dell'agosto 2002
Con l'espressione alluvione europea del 2002 ci si riferisce alla serie di alluvioni ed inondazioni che hanno colpito l'Europa nell'agosto del 2002, dopo una settimana di piogge intense ed ininterrotte in molte zone centrali del continente.

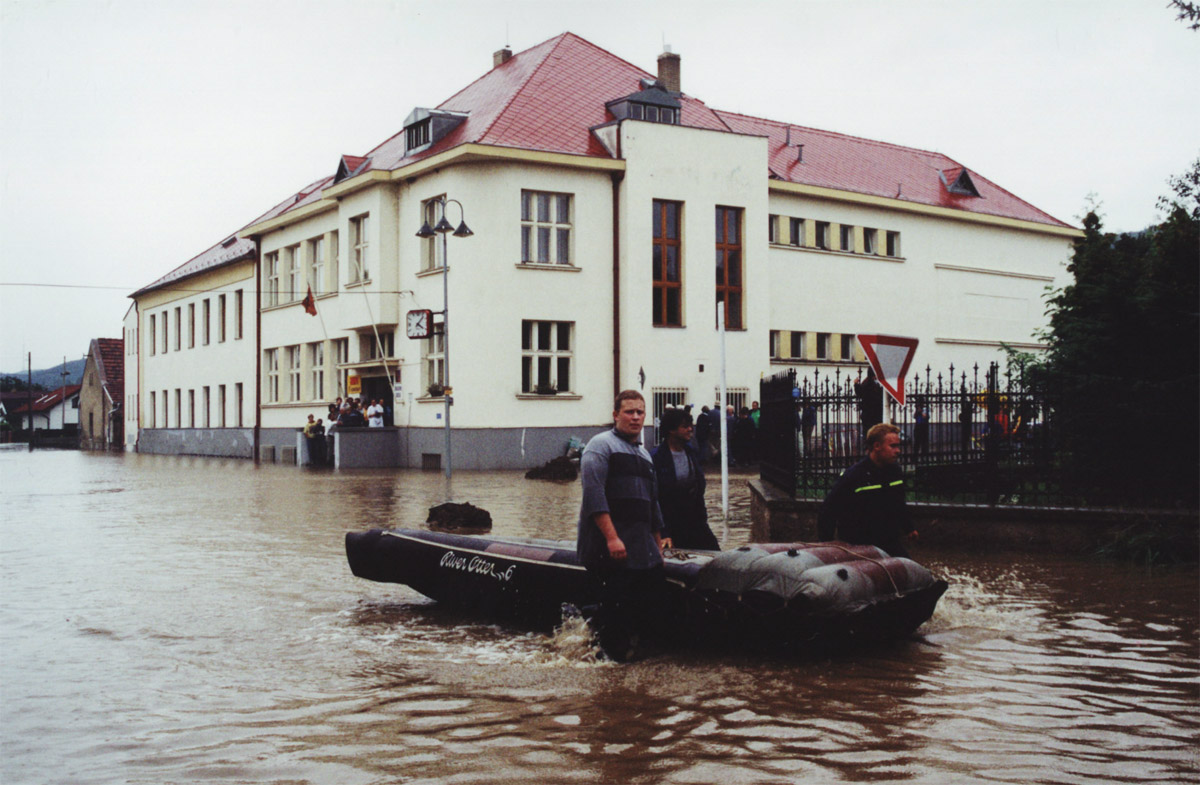
L'alluvione a Dobřichovice in Repubblica Ceca.

Le alluvioni (che in molti luoghi consistettero in inondazioni con tempo di ricorrenza superiore a Y100 o Y500, ovvero con una frequenza di ricorrenza di una volta ogni 100 o 500 anni) colpirono numerosi paesi europei, mettendo a dura prova i sistemi territoriali coinvolti, uccidendo decine di persone, lasciando molte migliaia di senza tetto e causando danni per miliardi di Euro in Austria, Slovacchia, Polonia, Ungheria, Romania, Croazia e, soprattutto, Germania e Repubblica Ceca (che furono i due paesi più duramente colpiti).

## L'evoluzione geografica del fenomeno
Le alluvioni iniziarono con piogge intense e prolungate, nei primi giorni di agosto, nelle Alpi Orientali, che causarono alluvioni nell'Italia settentrionale, in Baviera e nella zona di Salisburgo in Austria.
I fronti meteorologici ed i fenomeni alluvionali da essi causati si mossero gradualmente verso nord-est, attraversando l'Austria e dirigendosi verso la Germania ed i paesi dell'Europa orientale.
Intorno al 10 agosto, le condizioni meteo avverse avevano investito le aree di formazione e sorgente dell'Elba e della Vltava, causando in pochi giorni un aumento assolutamente anomalo dei livelli delle acque nei loro bacini idrografici.
L'onda di piena iniziò quindi a percorrere entrambe le aste fluviali, divenendo progressivamente sempre più alta e potente.
Diverse aree austriache (Mühlviertel e Waldviertel) vennero investite per prime, seguite poi dai drammatici innalzamenti delle acque che investirono la Turingia e la Sassonia in Germania, e la Boemia settentrionale e l'area di Praga nella Repubblica Ceca; innalzamenti che causarono la maggior parte delle vittime e dei danni.

## Dresda e Praga
Le città ad essere maggiormente colpite, nei giorni 13, 14 e 15 agosto, furono Dresda in Germania e Praga nella Repubblica Ceca, dove in entrambi i casi ampie parti delle città finirono sommerse, e numerosi edifici storici furono danneggiati.

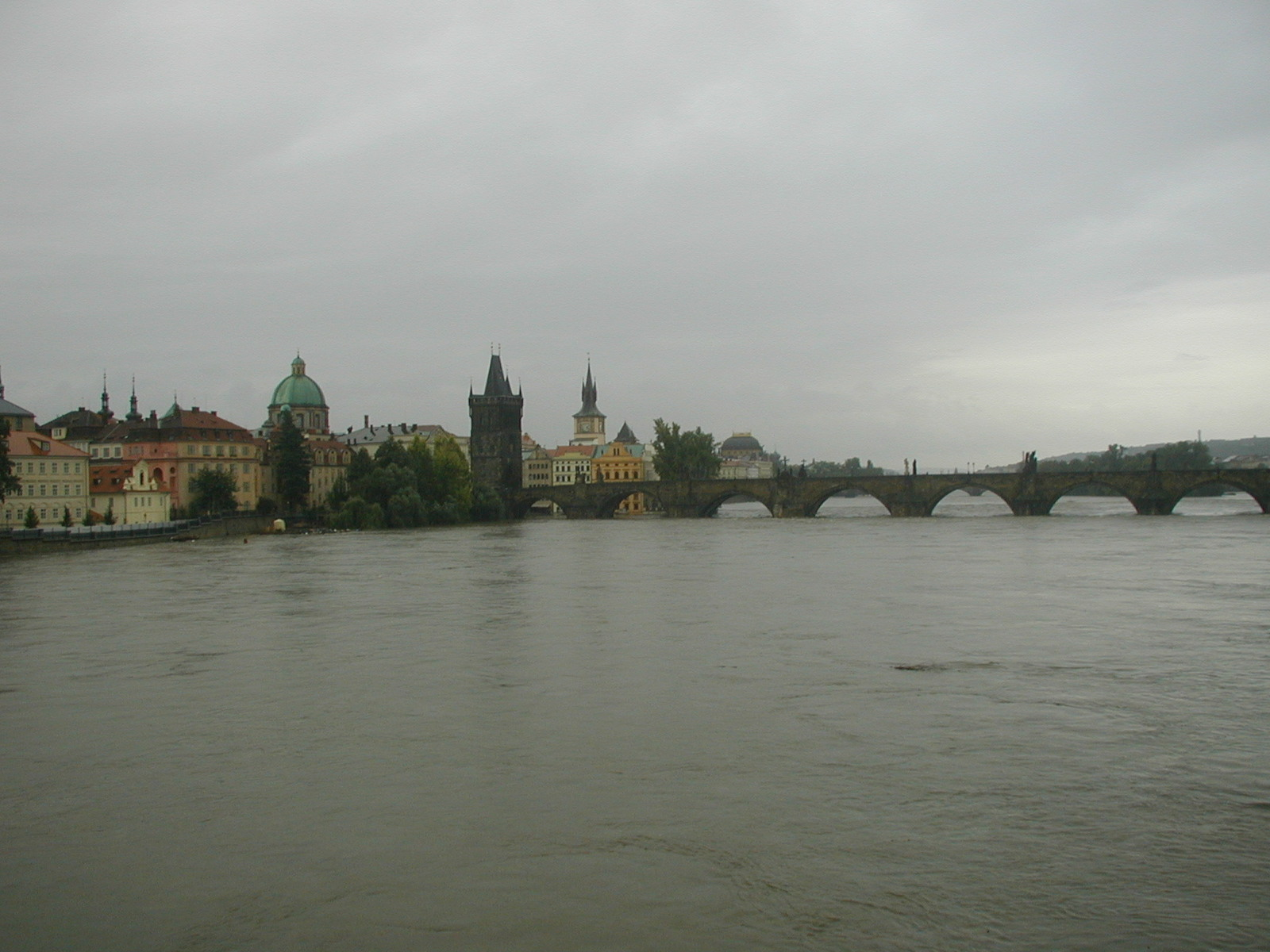
L'alluvione di agosto a Praga

In particolare, nella Repubblica Ceca vi furono molte polemiche sulla gestione del territorio e del sistema idrico della Moldava, che secondo alcuni avrebbe potuto essere gestito meglio per ridurre la portata della piena. In realtà, l'onda di piena in alcuni tratti aveva raggiunto l'enorme livello di piena Y1000 (con ricorrenza millenaria), ed una straordinaria massa di centinaia di milioni di metri cubi d'acqua aveva completamente saturato le capacità dei sistemi di compensazione previsti sull'asta fluviale della Moldava (arrivando anche a "saltare" e danneggiare gravemente le numerose dighe poste sul suo corso).
Altre polemiche furono relative alla decisione delle autorità ceche, preoccupate per la tenuta delle paratie mobili messe a difesa della zona del Centro Storico, di abbattere gli argini nella zona del quartiere di Karlin (un quartiere popolare di Praga, particolarmente povero ed abitato da minoranze etniche) al fine di fornire una "cassa di compensazione urbana" alla Moldava, facendovi esondare il fiume e migliorando così la protezione delle aree residenziali e storiche della città. L'operazione permise in effetti di ridurre i danni causati dal fiume in altre zone della città, ma al prezzo di danni enormi al quartiere, dove decine di edifici furono rasi al suolo dalle acque e moltissimi altri rimasero gravemente danneggiati. A distanza di tempo il risentimento degli abitanti del quartiere per la scelta di abbattere gli argini proprio nella zona di Karlin rimane ancora molto alto.

## L'alluvione del 2002 nell'arte e nella letteratura
- Nell'albo numero 50 Il dottor Cinderella del fumetto italiano Dampyr, è dedicato ampio spazio all'alluvione di Praga.